# Vuelo 2276 de British Airways
El vuelo 2276 de British Airways era un vuelo de pasajeros internacional programado desde Las Vegas a Londres. El 8 de septiembre de 2015, el Boeing 777 que operaba el vuelo sufrió una falla incontenible del motor y un incendio en el motor GE90 izquierdo (número 1) durante el despegue del Aeropuerto Internacional Harry Reid, lo que provocó un despegue abortado y la evacuación de todos, pasajeros y tripulación. Las 170 personas a bordo sobrevivieron, pero 19 resultaron heridas. La aeronave, que sufrió daños moderados en una sección de su fuselaje delantero como resultado del intenso incendio, fue reparada y devuelta al servicio comercial de pasajeros en marzo de 2016.

## Incidente
La aeronave salió de la Terminal 3, Puerta E3, a las 15:53 hora local, e inició su despegue desde la Pista 07L a las 16:12 donde ocurrió el incidente.
Después de notar lo que el piloto describió más tarde como una «falla catastrófica del motor» mucho antes de la velocidad de despegue, la tripulación de vuelo abortó el despegue usando los frenos de la aeronave y ordenó la evacuación de la aeronave. Los 170 pasajeros y la tripulación escaparon. Diecinueve personas sufrieron heridas leves y una persona sufrió heridas graves. Se cree que la aeronave alcanzó una velocidad de aproximadamente 90 millas por hora (78 kN; 140 km/h) cuando se tomó la decisión de abortar; muy por debajo de la velocidad de decisión de despegue de la aeronave, que habría sido de al menos 139 millas por hora (121 kN; 224 km/h).
Los servicios de emergencia del aeropuerto extinguieron el fuego en cinco minutos de la llamada de Mayday. Catorce personas resultaron levemente heridas, la mayoría por deslizarse por los conductos de escape, y fueron tratadas en el Sunrise Hospital & Medical Center. El incendio provocó un gran agujero en la bodega de carga y daños al motor.
La Administración Federal de Aviación (FAA) indicó que el incendio fue causado por una falla del motor izquierdo General Electric GE90, uno de los dos instalados en la aeronave. La aeronave se detuvo contra el viento, lo que provocó que el fuego se dirigiera hacia el fuselaje, Como resultado, la aeronave sufrió daños estructurales localizados, pero importantes. La aeronave estaba equipada con sistemas de supresión, aunque los sistemas no extinguieron el fuego.
La pista, una de las cuatro, estuvo cerrada durante cuatro horas y se cancelaron varios vuelos entrantes.

## Aeronave y tripulación

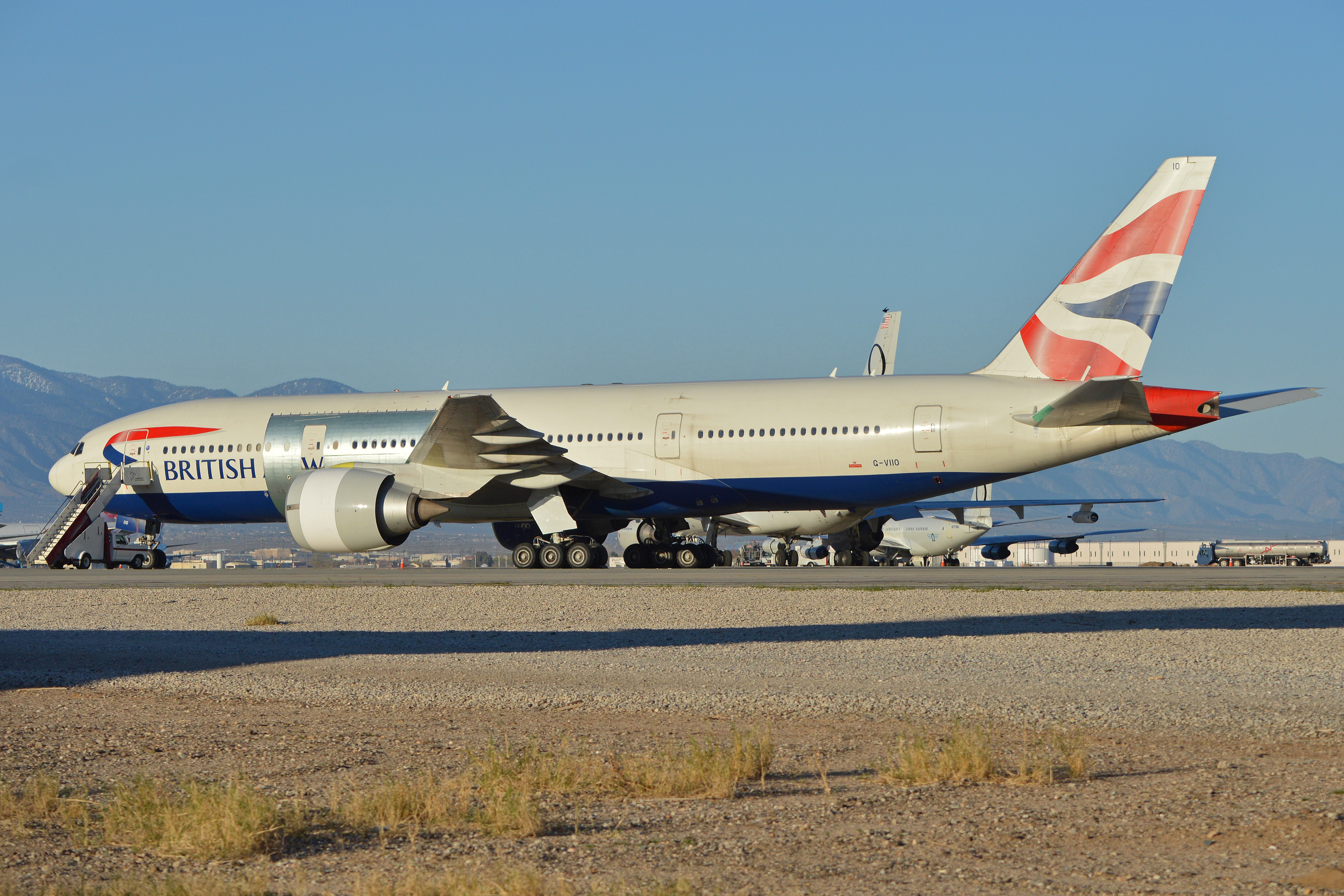
El avión en Victorville en febrero de 2016, mostrando la piel del fuselaje sin pintar y la cubierta del motor.

La aeronave involucrada en el incidente era un Boeing 777-236ER, s/n 29320, registrado como G-VIIO. En el momento del incidente, la aeronave tenía 16 años; había sido entregado nuevo a British Airways el 26 de enero de 1999.
El capitán era Chris Henkey, de 63 años, que había estado en British Airways desde 1973 y recibió su calificación de tipo en el Boeing 777 en 1999. Tenía 30.000 horas de vuelo, incluidas 12.000 horas en el Boeing 777. El vuelo 2276 tenía la intención de ser su penúltimo vuelo antes de su retiro (que debía ocurrir en una semana), pero luego del accidente decidió que el vuelo 2276 sería su último vuelo.
El primer oficial era Ian Callaghan, de 30 años, se unió a la aerolínea desde 2006, recibió su habilitación de tipo en el Boeing 777 en 2011, y tenía 6.400 horas de vuelo, con 3.100 horas en el Boeing 777. Un piloto de relevo de 45 años no identificado también estaba a bordo. Había estado con British Airways desde 1997 y había sido calificado en el Boeing 777 desde 2001. El piloto de relevo tenía 14.000 horas de vuelo y, al igual que el capitán Henkey, también tenía mucha experiencia en el Boeing 777 y había registrado 10.000 horas en él. Era primer oficial en el momento del accidente.

## Investigación
La Junta Nacional de Seguridad en el Transporte (NTSB), el organismo estadounidense de investigación de accidentes aéreos, envió a cuatro investigadores al lugar el día después del incidente. Además de la participación de la FAA, Boeing y General Electric, la División de Investigación de Accidentes Aéreos de Reino Unido tiene un representante y ese representante ha designado a «British Airways y la Autoridad de Aviación Civil del Reino Unido como asesores técnicos». Los hallazgos iniciales de la NTSB fueron que se había producido una falla de motor no contenida y que «el motor y el pilón izquierdos, la estructura del fuselaje izquierdo y el avión del ala izquierda interior fueron sustancialmente dañados por el fuego». El 6 de octubre de 2015, la NTSB publicó una actualización indicando que el accidente se debió a la falla del «carrete de la etapa 8-10 en la sección del compresor de alta presión... liberando fragmentos que rompieron la carcasa del motor y la cubierta». La NTSB publicó su informe final 2 años y 10 meses después. La causa del accidente se determinó como:

La falla del carrete de la etapa 8-10 del compresor de alta presión (HPC) del motor izquierdo, que provocó que la línea de suministro de combustible principal se separara de la bomba de combustible principal del motor y liberara combustible, lo que provocó un incendio en el lado izquierdo del avión. El carrete de la etapa 8-10 de HPC falló debido a una grieta por fatiga de ciclo bajo de pico sostenido que se inició en la red del disco de la etapa 8, la causa del inicio de la grieta no pudo ser identificada mediante inspección física y análisis de tensión y levantamiento. A este accidente contribuyó la falta de procedimientos de inspección para la banda del disco de la etapa 8.
Informe final, Junta Nacional de Seguridad en el Transporte

## Reparación
En diciembre de 2015, British Airways anunció que un equipo de ingenieros de Boeing había evaluado la aeronave y determinó que el daño era limitado y adecuado para su reparación. Como resultado, se anunció que la aeronave sería reparada y devuelta al servicio. Un equipo de Boeing completó las reparaciones en febrero de 2016.
Las pruebas de aeronavegabilidad se llevaron a cabo en la aeronave el 25 de febrero de 2016. El 26 de febrero, la aeronave partió del aeropuerto McCarran de Las Vegas a la 1:33 pm y fue trasladada a Victorville, llegando a las 3:06 pm, donde fue repintada y se realizaron más reparaciones y trabajos de mantenimiento. Luego, el avión fue trasladado a British Airways Maintenance Cardiff en Cardiff el 15 de marzo para una verificación C de rutina. Finalmente, regresó a su base de Londres Gatwick y reanudó el servicio de pasajeros el 24 de marzo.